# علي أوزتورك
علي أوزتورك (بالتركية: Ali Öztürk)‏ هو لاعب كرة قدم تركي في مركز الهجوم، ولد في 28 يوليو 1986 في كول حصار ‏ في تركيا. شارك مع منتخب تركيا تحت 19 سنة لكرة القدم. أما مع النوادي، فقد لعب مع بالق أسير سبور وغنتشلربيرليغي ومرسين إيدمانيوردو ونادي بشكتاش.

## وصلات خارجية
- علي أوزتورك على موقع الاتحاد الدولي (مؤرشف)  (الإنجليزية)
- علي أوزتورك على موقع اتحاد تركيا (لاعب) (الإنجليزية)
- علي أوزتورك على موقع قاعدة بيانات كرة القدم.إي يو (الإنجليزية)